# Can Torres (Súria)
Can Torres és una masia de Súria (Bages) protegida com a bé cultural d'interès local.

## Descripció
Conjunt d'edificacions amb un cos principal de planta rectangular allargada, a la que se li adossa per l'Oest una capella i pel Sud, al davant de la façana principal, un gran porxo.

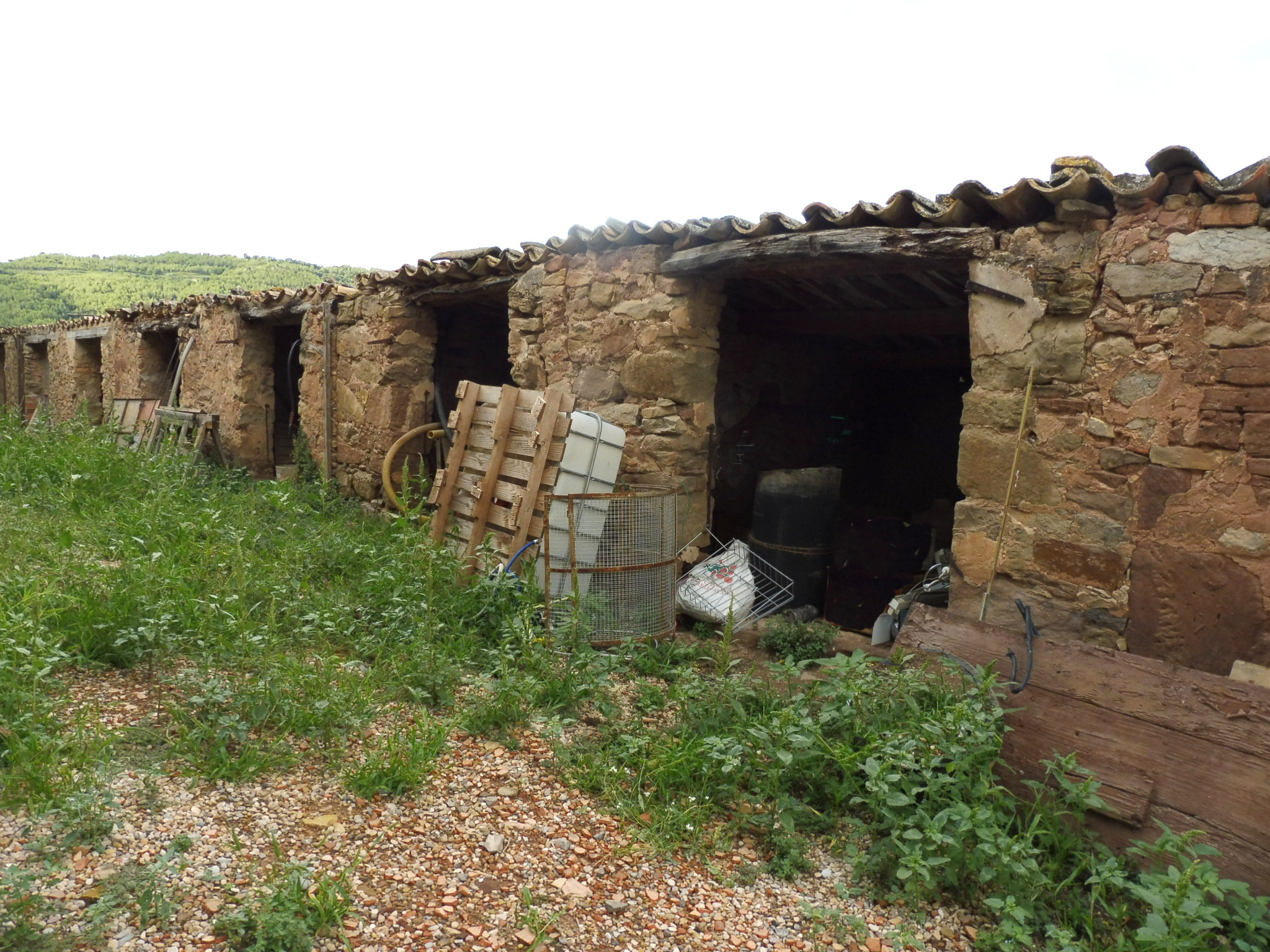
Conjunt de tines

Els paraments de la casa són de maçoneria irregular i la coberta és a doble vessant, amb teules pintades al ràfec amb el motiu decoratiu dentat. La inscripció més antiga que es troba a la casa es data en 1619 i està situada sobre l'antiga porta principal d'accés que avui està a l'interior, dins d'una estança. El bloc més antic de construcció sembla el del costat Oest de la massa construïda actual. Altres inscripcions en pedra, que parlen de diferents èpoques constructives i que estan inscrites a finestres i portes són: 1765, 1770 en un lateral, i una altra al lateral que diu "Nasi Torras lo ani 1777 / lo ha fet fer / Igo", 1783 a la porta principal i 1787 a la part posterior. A la casa hi ha dos grups de dos arcs dobles superposats, un es troba al costat dret del capcer de la façana principal i l'altre al lateral Oest. Aquests arcs presenten sengles pilastres quadrangulars centrals i els arcs escarsers de totxo.
La darrera reforma important és de l'any 1920 quan es van afegir les escales exteriors i balcó corregut al Sud i Est de l'edifici. La capella es dedicada a la Mare de Déu de la Concepció, construïda el 1885. Al costat de la capella hi ha la premsa de vi, la qual és de fus de ferro. A la casa hi ha un total de dinou tines, destacant un conjunt a l'Oest de l'edificació.